# Appaloosa (film)
Appaloosa är en amerikansk actionfilm/western från 2008. Filmen är regisserad av Ed Harris som även står för manus och själv spelar i filmen.

## Handling
Det är år 1882 i New Mexico, USA. I det vilda och laglösa landet regerar många kriminella gäng. Två stycken som dock försöker bevara freden är sheriffen Virgil Cole (Harris) och hans vicesheriff och parhäst Everett Hitch (Viggo Mortensen). När staden Appaloosa hotas av ranchägaren Randall Bragg och hans kriminella gäng tvingas Cole och Hitch ta i med hårdhandskarna.
Dessutom dyker Allison French upp, en kvinna som med sitt sätt hotar att förstöra Hitch och Coles långa vänskap för alltid.

## Medverkande
- Viggo Mortensen - Everett Hitch
- Ed Harris - Virgil Cole
- Renée Zellweger - Allison French
- Jeremy Irons - Randall Bragg
- Timothy Spall - Phil Olson
- Lance Henriksen - Ring Shelton
- Bobby Jauregui - Marshall Jack Bell
- Tom Bower - Abner Raines
- James Gammon - Earl May
- Ariadna Gil - Katie
- Rex Linn - Sheriff Clyde Stringer
- Adam Nelson - Mackie Shelton